# Малые Ивановские
Малые Ивановские — деревня в Сокольском районе Вологодской области на реке Корбанка.
Входит в состав Воробьёвского сельского поселения, с точки зрения административно-территориального деления — в Воробьёвский сельсовет. Расположена к северу от автодороги А123.
Расстояние по автодороге до районного центра Сокола — 59 км, до центра муниципального образования Воробьёва — 3 км. Ближайшие населённые пункты — Горка, Алексино, Осаново.
По переписи 2002 года население — 21 человек (15 мужчин, 6 женщин). Всё население — русские.